# STS-96

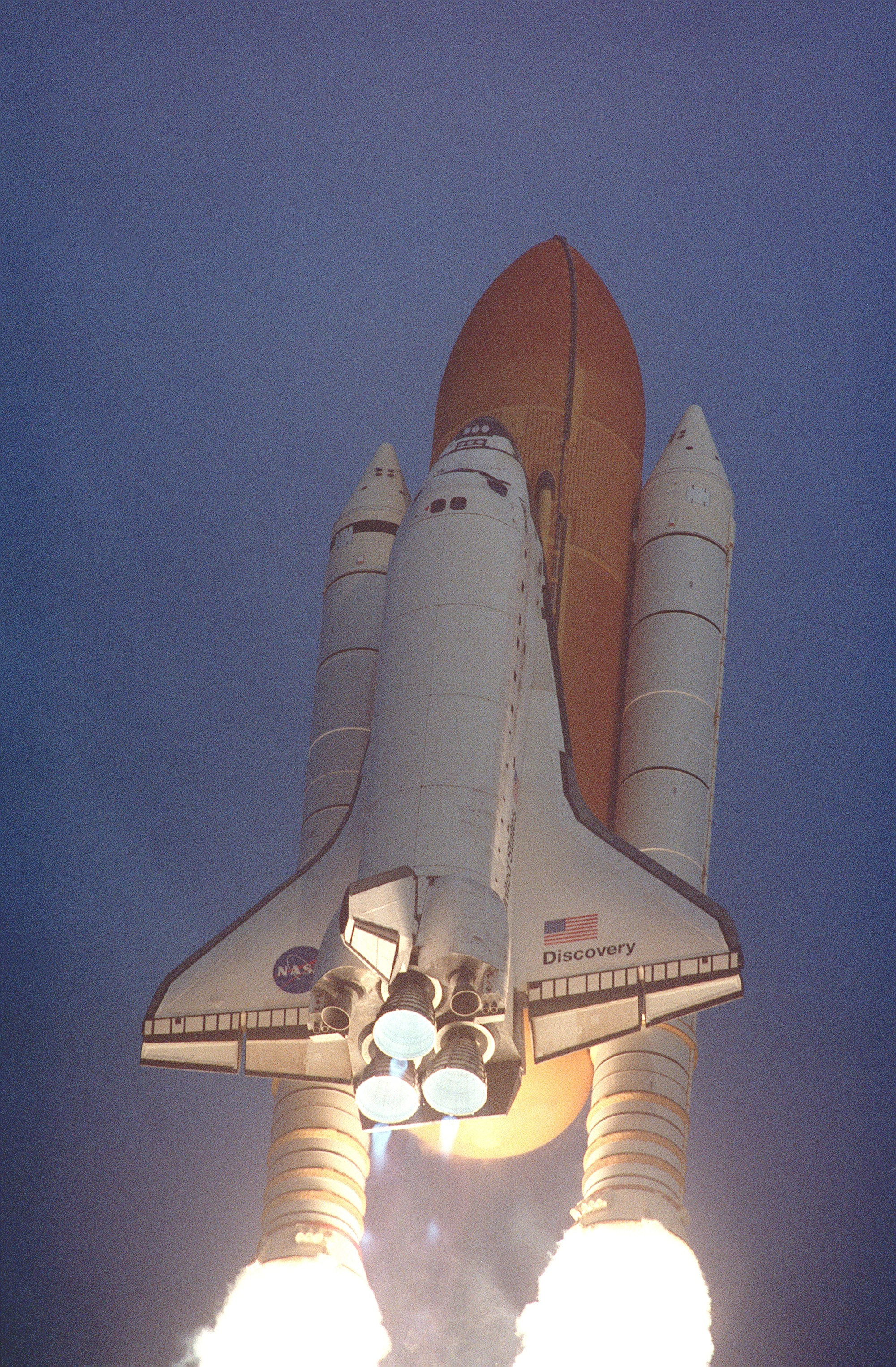
Зліт STS-96

STS-96 — другий політ шатла «Діскавері» за програмою збірки Міжнародної космічної станції. Основне завдання місії — доставка матеріалів і устаткування на МКС. Обладнання та матеріали для станції були розміщені в подвійному транспортному модулі «Спейслеб», який містився у вантажному відсіку шатла. «Діскавері» доставив на станцію понад 1300 кг корисних вантажів, включаючи 770 кг обладнання для російського сегменту станції, 600 кг для американського сегменту, а також 270 кг води. Все доставлене на станцію обладнання було упаковано в 123 спеціальні транспортні укладки. 86 таких укладок були залишені на станції: 71 у модулі «Заря» і 15 у модулі «Юніті». У той час МКС ще не була заселена.

## Екіпаж
- (НАСА) Кент Ромінджер (англ. Kent Rominger), 4-й космічний політ), командир екіпажу.
- (НАСА) Рік Гасбанд (англ. Rick Husband, 1), пілот.
- (НАСА) Даніель Баррі (англ. Daniel Barry), 2), фахівець польоту.
- (НАСА) Тамара Джерніган (англ. Tamara Jernigan), 5), фахівець польоту.
- (НАСА) Еллен Очоа (англ. Ellen Ochoa), 3), фахівець польоту.
- (КАА)Жюлі Пайетт (англ. Julie Payette), 1), фахівець польоту.
- Валерій Токарев (1), фахівець польоту.

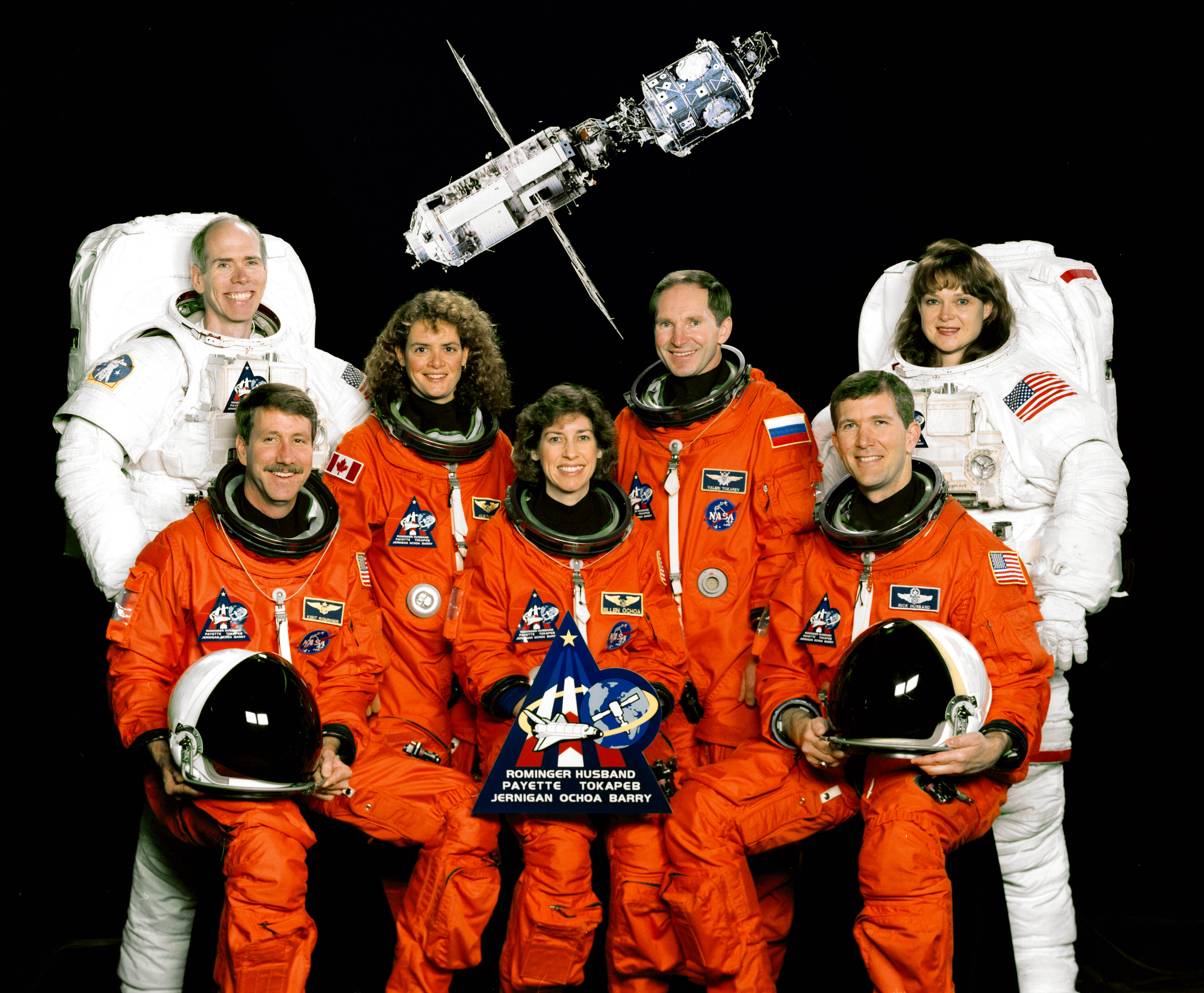
Екіпаж STS-96: Попереду (зліва направо): Кент Ромінгера, Еллен Очоа і Рік Хасбенд. Ззаду (зліва направо): Даніел Беррі, Джулі Пайетт, Валерій Токарєв і Тамара Джерніган.

## Виходи у відкритий космос
- Вихід 1 — Джерніган і Беррі
  - Мета: монтаж обладнання на зовнішній поверхні станції.
  - Початок: 30 травня 1999 року — 2:56 UTC.
  - Закінчення: 30 травня — 10:51 UTC.
  - Тривалість: 7 годин 55 хвилин.

Це 4-й вихід у космос пов'язаний з МКС, 4-й вихід за американською програмою пов'язаний з МКС. Це 2-й вихід у космос Даніела Беррі і 1-й вихід Тамари Джерніган.

## Підготовка до польоту
Спочатку старт місії «Діскавері» STS-96 планувався на 20 травня 1999 року о 13:32 UTC.
15 квітня шатл «Діскавері» був перевезений у будівлю вертикальної збірки.
19 квітня до шатлу були підвішені зовнішній паливний бак і два твердопаливних прискорювача.
23 квітня «Діскавері» був вивезений на стартовий майданчик 39В.
28 квітня у вантажному відсіку шатла був встановлений транспортний модуль «Спейслаб».
9 травня над мисом Канаверал був шторм з градом, який пошкодив ізоляцію зовнішнього паливного бака.
13 травня керівництво НАСА ухвалило рішення про повернення шатла в будівлю вертикальної збірки, для усунення пошкоджень завданих градом. Старт перенесений на 27 травня о 10:48 UTC.
16 травня «Діскавері» був повернений в будівлю вертикальної збірки.
20 травня керівництво НАСА підтвердило дату і час старту-27 травня о 10:48 UTC.
21 травня після ремонту ізоляційного покриття зовнішнього паливного бака, шатл «Діскавері» був вивезений з будівлі вертикальної збірки і встановлений на стартовому майданчику 39В.
23 травня, приблизно, о 3 годині UTC (11 годин вечора місцевого часу) на космодром прибув екіпаж шатла.
27 травня о 5:49 UTC екіпаж мав сніданок. О 7:05 екіпаж прибув на стартовий майданчик. О 8:14 члени екіпажу зайняли свої місця в кабіні шатла. О 9:36 був закритий люк «Діскавері». О 10:49 шатл «Діскавері» STS-96 стартував.

## Політ

### 27 травня (старт і перший день польоту)
Експедиція «Діскавері» STS-96 почалася 27 травня о 10:49:43 UTC. Під час старту «Діскавері» Міжнародна космічна станція (МКС), що складається з двох модулів: російський модуль «Зоря» і американський модуль «Юніті», знаходилася між східним узбережжям штатів Північна і Південна Кароліна і Бермудськими Островами на висоті 390 км.
Після виходу на орбіту астронавти почали перевірку всіх систем шатла і підготовку до стикування з МКС. Період з 15:50 до 23:50 був відведений для сну. Після пробудження о 23:50 розпочався другий день польоту.

### 28 травня (другий день польоту)
Астронавти перевіряли системи шатла, готувалися до майбутньої стикуванні з МКС і виходу у відкритий космос. О 00:00 висота орбіти «Діскавері» дорівнювала приблизно 370 км. «Діскавері» знаходився на відстані в 1400 км від МКС і наближався до станції зі швидкістю 110 км/год. Були проведені два коригування швидкості шатла. Перше — о 4:24, друге — о 10:15. Швидкість зближення шатла зі станцією була послідовно знижена до 100 км/год і до 90 км/год.
З 13:50 до 22:20 екіпаж спав.

### 29 травня (третій день польоту)
Шатл знаходився в 220 км від станції і наближався до станції на 75 км після кожного витка навколо Землі. О 1:35 був включений двигун шатла для заключної фази зближення з МКС. Коли шатл знаходився в півмилі від станції, командир корабля Кент Ромінгера перевів шатл на ручне управління. О 3:05 шатл був точно під станцією на відстані в 180 метрів. Потім шатл зробив напівпетлю: він пройшов у 100 метрах перед станцією і потім опинився точно над станцією, на відстані в 80 метрів. Станція була зорієнтована так, що корми модуля «Зоря» була спрямована на Землю, а модуль «Юніті» — у відкритий космос. Шатл продовжував наближатися до стикувального адаптера 2 і в 3:37 був на відстані 50 метрів над станцією. У 4:13 відстань скоротилася до 10 метрів. О 4:24 шатл зістикувався зі станцією. Це була перша стиковка шатлу і МКС. О 4:39 був відкритий люк між шатлом і стикувальним адаптером 2. Перехід між стикувальним адаптером 2 і модулем «Юніті» залишався закритим. Він буде відкритий через день, після виходу у відкритий космос Тамари Джерніган і Даніеля Беррі.
З 13:50 до 21:50 — час для сну.

### 30 травня (четвертий день польоту, вихід у відкритий космос)
30 травня астронавти Тамара Джерніган і Даніель Беррі вийшли у відкритий космос. Вихід почався о 2:56 UTC і закінчився о 10:51. Тривалість виходу склала 7 годині 55 хвилин. Під час виходу у відкритий космос астронавти змонтували на зовнішній поверхні станції опори для ніг, поручні та набори інструментів, які будуть використовуватися в наступних виходах у відкритий космос. Астронавти також змонтували два крани і провели інспекцію комунікаційних систем на модулі «Юніті». Астронавтам, які знаходяться у відкритому космосі, асистувала Жюлі Пайетт. Роботом-маніпулятором управляла Еллен Очоа.
Це був 45-й вихід із шатла і 4-й вихід пов'язаний із збіркою МКС.
З 13:50 до 21:50 — час для сну.

### 31 травня (п'ятий день польоту)
О 1:14 Тамара Джерніган і Валерій Токарев відкрили люк між стикувальним адаптером 2 і модулем «Юніті» і першими увійшли в станцію. Потім о 2:14 були відкриті люки між модулями «Юніті» та «Зоря». Міжнародна космічна станція знову, після Фотозвіт 1998, стала жилою.
Астронавти почали переноску матеріалів і устаткування з транспортного модуля «Спейсхеб» у МКС. Токарєв і Пайетт ремонтували прилади підзарядки акумуляторних батарей модуля «Зоря». Наприкінці дня астронавти провели прес-конференцію для засобів масової інформації США.
З 13:20 до 21:20 — час для сну.

### 1 червня (шостий день польоту)
Астронавти продовжували переноску матеріалів і устаткування з транспортного модуля «Спейсхеб» у МКС. Токарєв і Пайетт продовжили ремонт пристроїв підзарядки акумуляторних батарей модуля «Зоря».
Командир корабля Кент Ромінгера і Валерій Токарев спілкувалися з представниками засобів масової інформації Росії, які перебували в російському Центрі управління польотом.
З 12:50 до 20:50 — час для сну.

### 2 червня (сьомий день польоту)
Астронавти продовжували переноску матеріалів і устаткування з транспортного модулю «Спейсхеб» у МКС. Для майбутніх експедицій МКС доставлені: одяг, спальні мішки, вода, медичне обладнання.
Командир корабля Кент Ромінджер і астронавт з Канади Жюлі Пайетт брали участь у розмові з прем'єр-міністром Канади Жаном Кретьєном і міністром з науки Джоном Менлі, а також відповідали на запитання канадських студентів.
З 12:50 до 20:50 — час для сну.

### 3 июня (восьмий день польоту)
Астронавти закінчили переноску матеріалів і устаткування з транспортного модуля «Спейслеб» у МКС. Всі доставлене обладнання та матеріали були розміщені в модулях «Зоря» і «Юніті» і будуть використовуватися членами першої довготривалої експедиції МКС. Командиром першої експедиції МКС призначений американський астронавт Вільям Шеперд, а Бортінженерами-два російських космонавта: Сергій Крикальов і Юрій Гідзенко.
У загальній складності, астронавти перенесли близько 2 тонн матеріалів та обладнання. 1,6 тонн (включаючи 300 кг води) матеріалів були перенесені з «Діскавері» в станцію, 18 укладок, загальною вагою 90 кг, було перенесено зі станції в «Діскавері», для повернення на Землю, 300 кг обладнання було розміщено на зовнішній поверхні станції під час роботи у відкритому космосі.
О 6:40 астронавти закрили люк між модулем «Зоря» і стикувальним адаптером 1. О 7:12 був закритий люк між стикувальним адаптером 1 і модулем «Юніті». Люк модуля «Юніті» був закритий о 8:44. О 09:30 командир екіпажу Кент Ромінджер 17 разів короткочасно включав двигуни «Діскавері» з метою підняття орбіти станції. Після корекції, параметри орбіти станції склали 396 × 388 км.
З 12:50 до 20:50 — час для сну.

### 4 червня (дев'ятий день польоту)
У 22:39 (3 червня) шатл «Діскавері» відстикувався від станції. Після розстикування, «Діскавері» зробив обліт станції. «Діскавері» і станція перебували в зістикованому стані 5 діб 18 годин і 17 хвилин.
У 00:53 були включені двигуни «Діскавері» і шатл почав віддалятися від станції зі швидкістю 13 км за один виток навколо Землі.
Астронавти почали укладати обладнання, яке вони використовували під час польоту і перевіряли системи шатлу перед майбутньою посадкою.
6 червня «Діскавері» мав дві можливості для приземлення на посадковій смузі № 15 на мисі Канаверал: о 6:03 і о 7:38.
З 12:50 до 20:50-час для сну.

### 5 червня (десятий день польоту)
О 7:31 з вантажного відсіку був запущений супутник «Старшайн» (STARSHINE). У створенні цього супутника брали участь студенти з 18 країн. Супутник являє собою сферу розміром близько 50 см. На поверхні сфери закріплені 800 дзеркал з полірованого алюмінію. По відбитому від цих дзеркал сонячному світлу, студенти будуть розраховувати густину атмосфери. Супутник повинен залишатися на орбіті протягом 8 місяців.  Астронавти готували шатл до приземлення.

### 6 червня (приземлення)
О 4:54 були включені гальмівні двигуни. О 6:03 шатл «Діскавері» успішно приземлився на посадочній смузі № 15 космодрому на мисі Канаверал. Це була 11-та нічна (місцевий час 1 година і 3 хвилини ночі) посадка шатла.

## Підсумки
Всі завдання, поставлені перед місією, були виконані. Здійснена перша стиковка шатлу з Міжнародною космічною станцією. Доставлені обладнання та матеріали для першої довготривалої експедиції МКС. Перша експедиція до МКС буде спрямована тільки після того, як до станції пристикується ще один російський модуль «Зірка», запуск якого затримається майже на рік через фінансові проблеми.

## Моменти місії

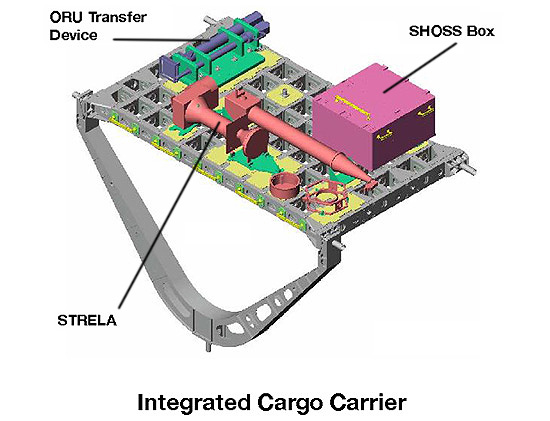
ICC STS-96

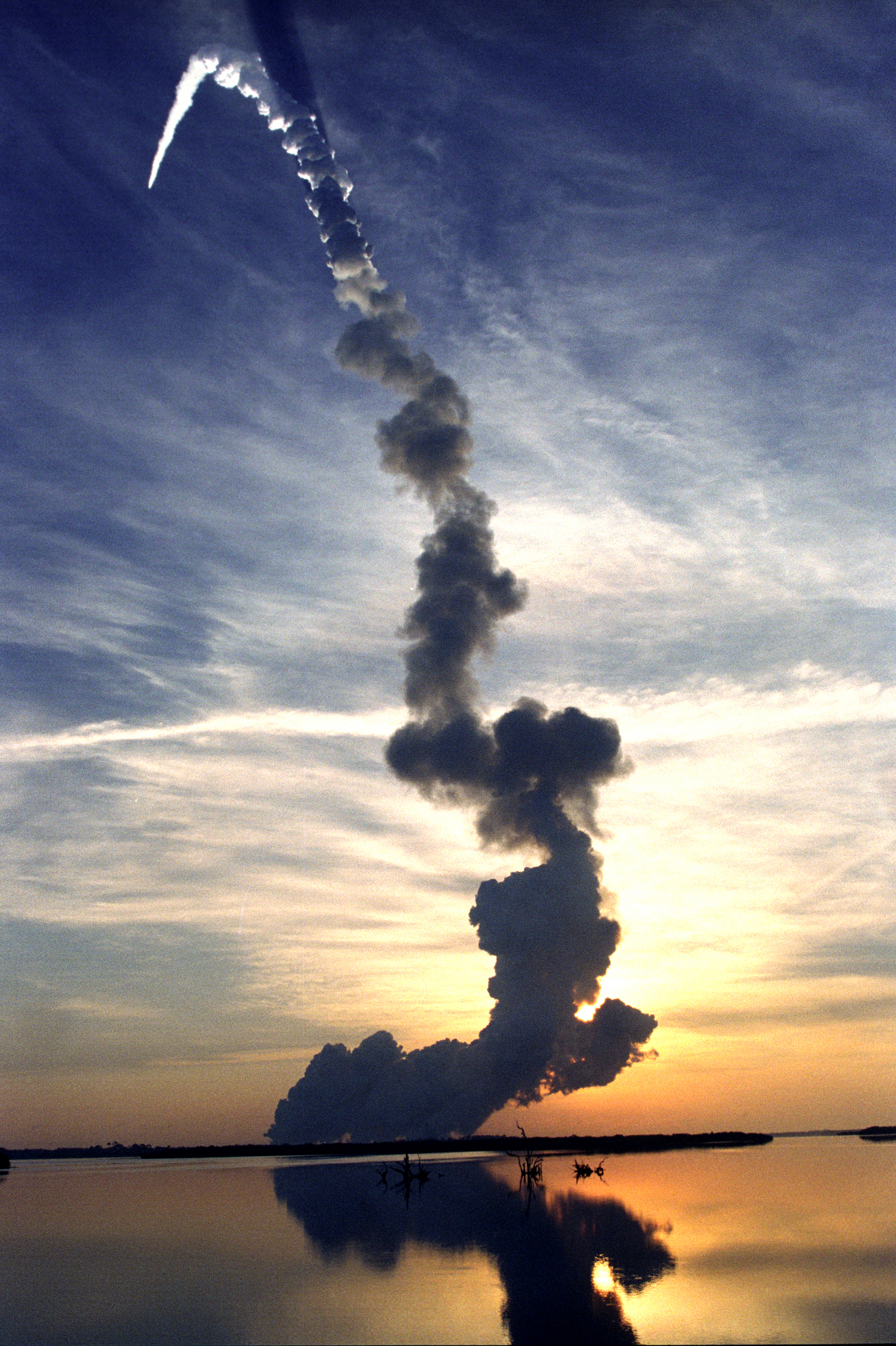
Шатл Діскавері запускає на STS-96 з Космічного центру Кеннеді, 27 травня 1999 року.

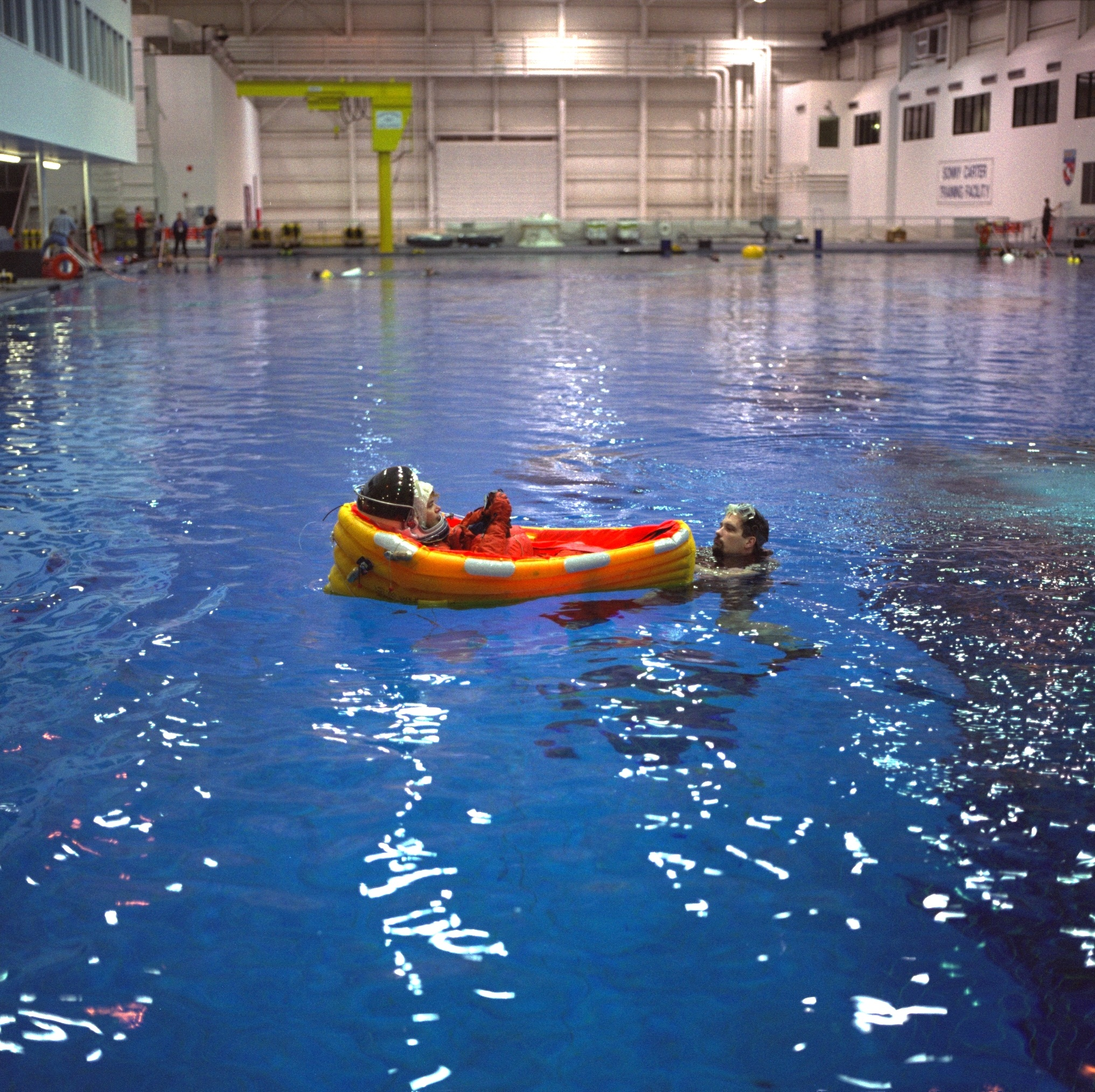
Місія фахівця Жулі Пейєтт під час надзвичайних навчання порятунку, 8 січня 1999

Логістичний політ STS-96 доставив 6-й подвійний транспортний модуль «Спейсхаб», у якому були розміщені матеріали та обладнання, що доставлялись на станцію.
На універсальній вантажний конструкції (Integrated Cargo Carrier)
розміщувались частини російського крана STRELA, який було встановлено на зовнішній стороні російського сегменту станції. Також на ICC розміщувались:
- контейнер SPACEHAB Oceaneering Space System (SHOSS) і
- побудований в США кран, названий «ORU Transfer Device» (OTD).

Інші корисні навантаження на STS-96 були:
- Студентський дзеркальний атмосферний супутник StarShine,
- Обладнання для Shuttle Vibration Forces Experiment (SVF) і
- Вбудована система управління станом транспортного засобу, англ. Orbiter Integrated Vehicle Health Monitoring – HEDS Technology Demonstration (IVHM HTD).

StarShine супутник був інтегрований з системою викиду піддонів (PES). HH (англ. Hitchhiker) обладнання складалося з одної плати легкої авіоніки (LAP). Додаткове обладнання HH складалося з системи катапультування електроніка (HESE), однієї каністри і одного адаптера (ABA).
Лабораторія реактивного руху підготувала експеримент SVF (Shuttle Vibration Forces) по дослідженню динамічних сил і вібрацій, що впливають на закріпленій на стінці вантажного відсіку шатлу контейнер.
Це було потрібно, щоб визначити параметри вібровипробування перед польотом. Часто буває, що апаратура, яка б витримала реальні умови польоту, не проходить вібровипробувань, що тягне дорогі переробки. NASA розробила новий метод вібровипробувань з додатком обмежених навантажень.
STS-96 був другим (після STS-90) польотом з експериментом SVF.
«Вбудована система управління станом транспортного засобу» повинна була продемонструвати сучасні сенсорні технології в операційному середовищі, щоб зробити обґрунтовані проектні рішення при можливих оновленнях IVHM Orbiter. Мета IVHM — скоротити плановані НДДКР, прискорити усунення несправностей, покращити наглядність експлуатації систем і поліпшити загальну безпеку шатла.
Копія стратегічної гри (в реальному часі) компанії Blizzard Entertainment StarCraft також літала на борту STS-96. Вона знаходиться в штаб-квартирі компанії Blizzard в Ірвіні, штат Каліфорнія.